# John Floyer
John Floyer (3 mars 1649 - 1er février 1734) est un écrivain et médecin anglais, connu pour avoir introduit la pratique de la mesure des pulsations cardiaques. Il préconisait des bains froids et formula le diagnostic de dépistage de l’emphysème.